# Mellantjärnen (Järna socken, Dalarna)
Mellantjärnen är en sjö i Vansbro kommun i Dalarna och ingår i Dalälvens huvudavrinningsområde.